# Крупавичюс, Миколас
Миколас Крупавичюс (лит. Mykolas Krupavičius, 1 октября 1885, местечко Бальберишкис Мариямпольского уезда, ныне Пренайского района, Литва — 4 декабря 1970, Чикаго) — литовский священник и политический деятель, прелат, один из главных деятелей земельной реформы в Литве в 1920-е годы, министр сельского хозяйства (1923—1926).

## Биография

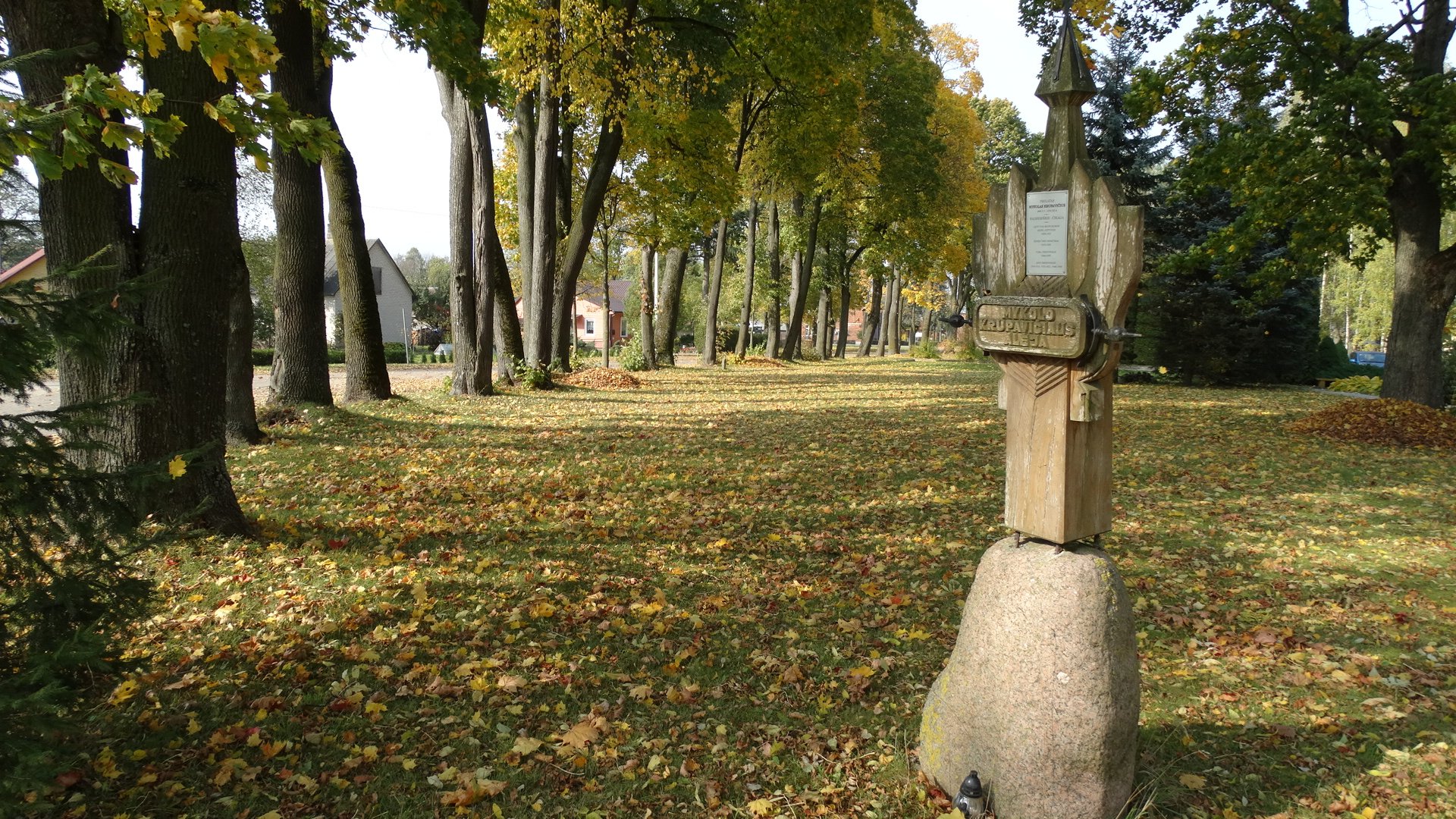
Аллея Крупавичюса в Бальберишкисе

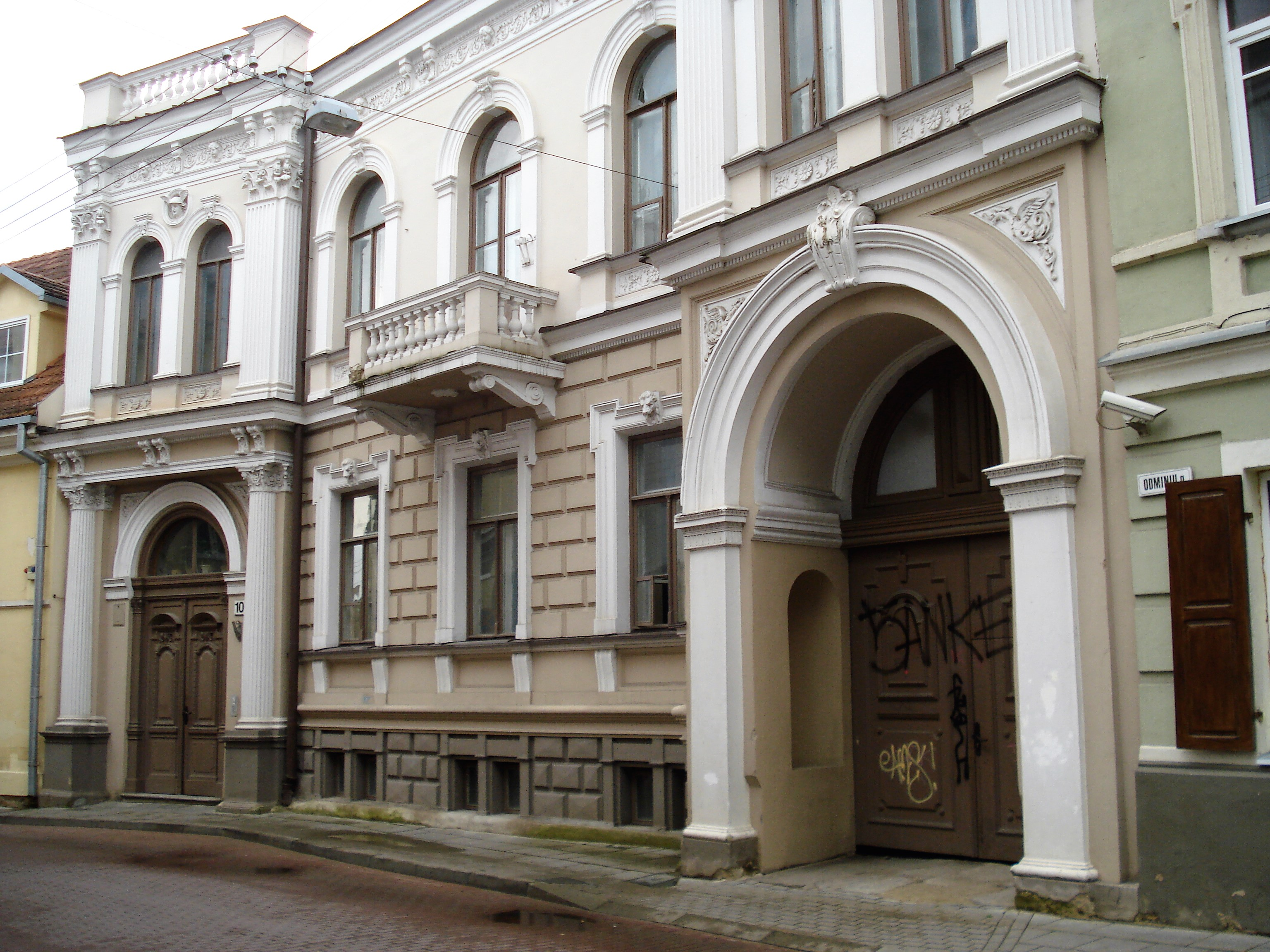
Дом в Вильнюсе, в котором Миколас Крупавичюс жил в 1918—1919 годах

В 1897 году окончил среднюю школу в местечке Иглишкеляй, в 1905 год] — учительскую семинарию в местечке Вейверяй. В 1905—1907 годах был учителем в Ломжинской губернии, в 1907—1908 годах — в Папиле (Попеляны). Дважды арестовывался за участие в пропаганде идей литовского национально-освободительного движения.
С 1908 года обучался в духовной семинарии в Сейнах, по окончании которой в 1913 году поступил в императорскую Римско-католическую духовную академию в Санкт-Петербурге, где учился до 1916 года.
13 июня 1914 года епископ Ян Феликс Цепляк рукоположил Крупавичюса в священники. В 1917 году Крупавичюс был назначен капелланом литовской гимназии в Воронеже. В том же году основал Литовскую христианско-демократическую партию., до 1918 года был её председателем. В начале 1918 года был заочно приговорён большевиками к смерти. В мае 1918 года вернулся в Литву. В 1918—1919 годах жил в Вильнюсе, участвовал в работе Литовской Тарибы, затем перебрался в Каунас.
В 1919—1923 годах и в 1926—1927 годах был председателем Центрального комитета Литовской христианско-демократической партии. В 1920—1922 годах был членом Учредительного Сейма, представляя Христианско-демократическую партию, затем избирался членом Первого (1922—1923), Второго (1923—1926), Третьего (1926—1927) сеймов Литвы.
Был одним из основных инициаторов земельной реформы в Литве, благодаря которой участки для самостоятельного ведения хозяйства получили многие безземельные и малоземельные крестьяне. Возглавил осуществление земельной реформы, избранный председателем комиссии по земельной реформе и будучи в 1923—1926 годах министром сельского хозяйства.
В 1927—1929 годах в Лилле и Тулузе изучал социологию, экономику, право, журналистику.
В 1930—1931 годах был викарием в Гарляве, затем преподавал в духовной семинарии в Вилкавишкисе (1931—1933). В 1933—1935 годах — настоятель в местечке Вейверяй, в 1935—1942 годах — настоятель и декан в Калварии.
Во время немецкой оккупации вместе с Казисом Гринюсом и Йонасом Пранасом Аляксой, министром сельского хозяйства в 1926—1935 годах, подписал меморандум, адресованный генеральному комиссару Теодору Адриану фон Рентельну, с протестом против колонизации Литвы и преследований евреев и других граждан страны. 5 декабря 1942 года был арестован гестапо и девять месяцев провёл в тюрьмах в Эйдткунене и Тильзите. В 1943 году был интернирован в кармелитском монастыре в Регенсбурге. В 1945 году был освобождён американской армией. В 1945—1955 годах был председателем Верховного комитета освобождения Литвы. В 1948 году возведён в сан прелата. Жил в Германии, затем в 1956 году переехал в США.
Умер в Чикаго. В 2006 году его останки были перезахоронены в базилике Воскресения Христа в Каунасе.
16 февраля 2006 года был посмертно награждён Большим крестом ордена Креста Витиса .

## Публицистика
Редактировал газеты „Ateities spinduliai“, „Tiesos kardas“, „Laisvė“, „Tėvynės sargas“, „Laisvoji Lietuva“, журнал „Krikščionis demokratas“. Сотрудничал в газетах „Vilniaus žinios“, „Lietuvos ūkininkas“, „Šaltinis“, „Lietuvių laikraštis“ (Петроград), „Vadovas“, „Spindulys“, „Draugija“, „Rytas“, „Lietuva“, „Tiesos kelias“, „Lietuvos mokykla“, „Židinys“, „Pavasaris“, „Tėvynės sargas“, „Draugas“, „Sėja“. Автор множества статей и книг по вопросам религии, культуры, политики, земельной реформы, в частности „Kova už žemę ir laisvę“ (1920), „Kova už žemę ir ūkininką“ (1928), „Jonas Basanavičius“ (1927), „Lietuviškoji išeivija“ (1959), „Krikščioniškoji demokratija“ (1948), „Kunigas Dievo ir žmogaus tarnyboje“ (1961). Посмертно в Чикаго вышли его воспоминания „Atsiminimai“ (1972).

## Память

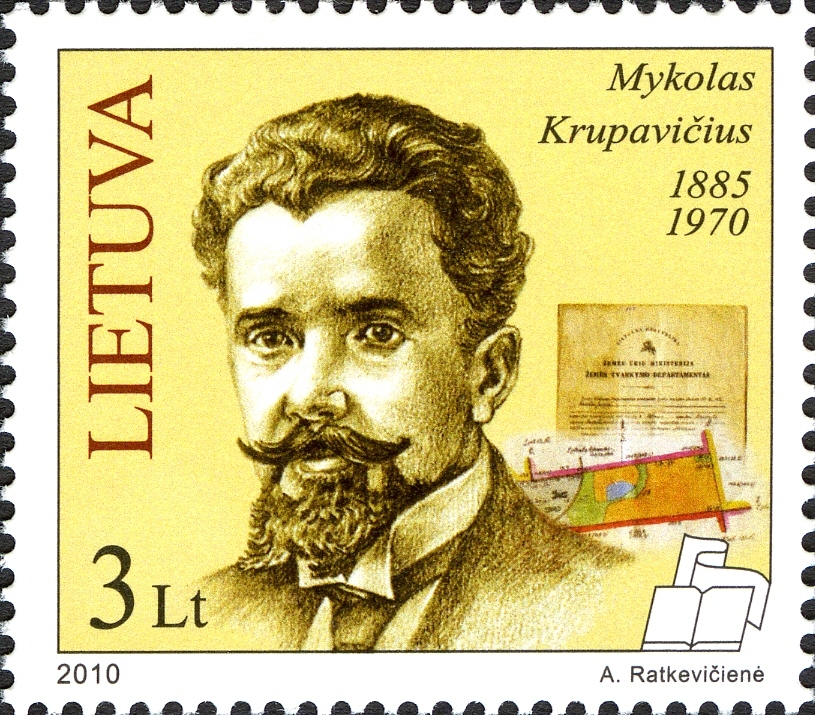
Почтовая марка Литвы (2010)

Имя Миколаса Крупавичюса носит аллея на его родине в местечке Бальберишкис. В 2010 и 2022 годах почта Литвы выпустила марки, посвящённые Крупавичюсу.

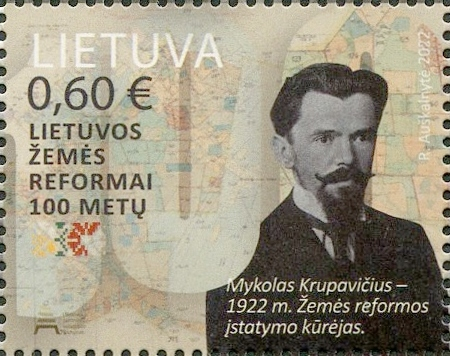
Почтовая марка Литвы (2022)

23 сентября 2012 года стараниями монсеньора Алфонсаса Сваринскаса на доме 10 по улице Одминю в Вильнюсе, где в 1918—1919 годах жил Миколас Крупавичюс, была открыта мемориальная плита (архитектор Миндаугас Керис) с барельефом. Над барельефом выбиты слова из завещания Крупавичюса:

Литовец, да будет тебе 
самыми первыми отец и мать, 
но выше их пусть будет тебе
 твое отечество Литва

Оригинальный текст (лит.)Lietuvi, tebūnie tau
pirmaisiais tėvas ir motina, 
bet virš jų tebūnie tau
Tavo Tėvynė Lietuva

Ниже барельефа следует надпись на литовском языке:

Прелат

Миколас Крупавичюс
1885—1970
В этом доме в 1918 году работали создатели Литовского государства

Оригинальный текст (лит.)Prelatas Mykolas Krupavičius
1885–1970
Šiame name 1918 metais dirbo Lietuvos valstybės kūrėjai